# Coussarea cuatrecasasii
Coussarea cuatrecasasii är en måreväxtart som beskrevs av Paul Carpenter Standley och Julian Alfred Steyermark. Coussarea cuatrecasasii ingår i släktet Coussarea och familjen måreväxter.
Artens utbredningsområde är Colombia. Inga underarter finns listade i Catalogue of Life.